# 星屑七号
星屑 七号（ほしくず ななごう）は、日本の漫画家、イラストレーター。

## 主な作品

### 連載
- 1月のプリュヴィオーズ（『スーパーダッシュ&ゴー!』集英社）
- 回転る賢者のシュライブヴァーレ（『月刊ビッグガンガン』、スクウェア・エニックス）
- だらだら閻魔 三途川さん（『ヤングアニマルイノセント』、白泉社）
- 文具少女ののの（『ヤングガンガン』、スクウェア・エニックス）

### イラスト
- 3月のジェルミナル（スーパーダッシュ文庫、集英社）